# Jolson
Jolson és un musical amb llibret de Francis Essex i Rob Bettinson i una partitura composta per cançons d'alguns dels més grans compositors de cançons del segell discogràfic Tin Pan Alley.
Basada en la vida del cantant Al Jolson, un dels artistes més populars dels Estats Units, transcorre durant trenta anys de la seva carrera. Fora dels llums de l'escenari, la trama posa l'accent en els seus defectes personals tant com ho fa els seus èxits professionals. Altres personatges importants inclouen la seva dona Ruby Keeler i el seu amic i agent Louis Epstein.
La producció del West End, dirigida per Bettinson, es va estrenar el 26 d'octubre de 1995 al Victoria Palace Theatre, on va rutllar durant disset mesos. El repartiment va incloure Brian Conley com a Jolson, Sally Ann Triplett com a Keeler, i John Bennett com a Epstein.
Va guanyar el Premi Laurence Olivier al Millor Musical. A més, Conley va ser nominat a Millor Actor de Musical i Bennett a la millor interpretació de suport en un musical.
Un àlbum de repartiment original es va gravar en directe durant les actuacions del 29 de febrer, l'1 i el 2 de març de 1996 i publicat per First Night Records.
Jolson - The Musical es va escenificar al Royal Alexandra Theatre de Toronto de juny a octubre de 1997. Es va proposar traslladar-lo a Broadway, però no es va materialitzar mai.

## Cançons
- I'm Sitting on Top of the World
- Rock-a-Bye Your Baby with a Dixie Melody
- Toot-Toot-Tootsie Goodbye
- There's a Rainbow Round My Shoulder
- Let Me Sing and I'm Happy
- For Me and My Gal
- You Made Me Love You
- Swanee
- California Here I Come
- Blue Skies
- My Mammy
- This is the Army, Mr. Jones
- I'm Just Wild About Harry
- I Only Have Eyes for You
- Waiting for the Robert E. Lee
- Swanee
- Baby Face
- Sonny Boy
- The Spaniard That Blighted My Life
- I'm Just Wild About Harry
- Around a Quarter to Nine
- Carolina in the Morning
- Give My Regards to Broadway
- My Mammy (Reprise)

## Refeències
1. ↑  [enllaç sense format] http://www.thisistheatre.com/shows/victoriapalace98.html Victoria Palace Theatre
2. ↑  «Archived copy». Arxivat de l'original el 2007-09-27. [Consulta: 31 març 2007]. American Express Award for Best New Musical
3. ↑  [enllaç sense format] http://www.footlight.com/product.cfm?product_id=2765 Arxivat 2007-09-27 a Wayback Machine. original cast album